# North British and Mercantile Building

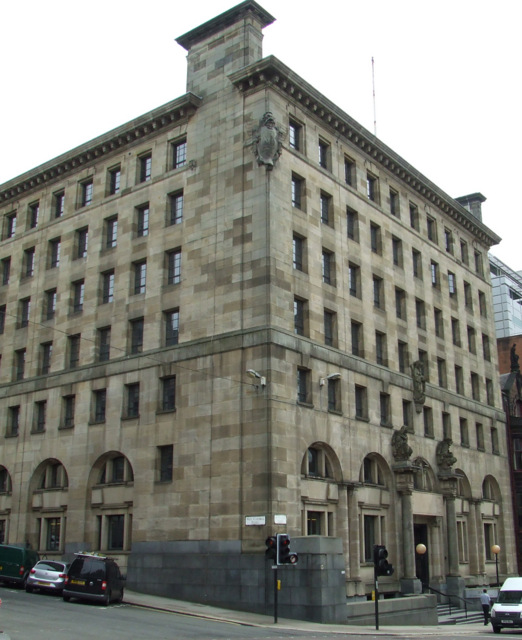
North British and Mercantile Building

Das North British and Mercantile Building ist ein Geschäftsgebäude in der schottischen Stadt Glasgow. 1966 wurde das Bauwerk als Einzeldenkmal in die schottischen Denkmallisten in der höchsten Denkmalkategorie A aufgenommen.

## Geschichte
Das Gebäude wurde zwischen 1926 und 1929 nach einem Entwurf des schottischen Architekten John James Burnet erbaut. Es handelt sich um Burnets letzten vollständigen Neubau in Schottland. 1987 wurde das Gebäude renoviert. Die Maßnahme betraf im Wesentlichen den Innenraum.

## Beschreibung
Das North British and Mercantile Building steht an der Kreuzung zwischen St Vincent Street und West Campbell Street im Zentrum Glasgows. Der siebenstöckige Bau ist neoklassizistisch ausgestaltet. Die Fassaden entlang beider Straßen sind je fünf Achsen weit. Säulen flankieren das Hauptportal an der St Vincent Street. Die Statuen, die auf den flankierenden dorischen Säulen aufsitzen, wurden um 1952 hinzugefügt. Das Portal schließt mit einem diokletianischen Fenster. Darüber findet sich ein Relief des Bildhauers Archibald Dawson. Eine Arkade aus fünf Drillingsfenstern, abschließenden diokletianischen Fenstern und dorischen Säulen bildet die Fassade des Erdgeschosses. Zwischen zweitem und drittem Obergeschoss gliedert ein schlichtes Gesims die Fassade horizontal. Von diesem ziehen sich stilisierte Schlusssteine zu den darunterliegenden länglichen Sprossenfenstern. Das Motiv wird unter dem Zahnschnitt des abschließenden Kranzgesimses beginnend in detaillierter Form im obersten Geschoss wieder aufgegriffen. Eine skulptierte Kartusche ziert die Gebäudekante zwischen fünftem und sechstem Obergeschoss.